# Internationale Filmfestspiele Berlin 1980
Die Internationalen Filmfestspiele Berlin 1980 fanden in diesem Jahr vom 18. Februar bis zum 29. Februar statt. Es war die erste Berlinale, die von dem neuen Direktor Moritz de Hadeln geleitet wurde. De Hadeln berief Manfred Salzgeber zum Leiter der Informationsschau, die einen Überblick über das internationale Kinogeschehen geben sollte. Salzgeber machte fünf Jahre später daraus die heutige Sektion Panorama.

## Wettbewerb
Folgende Filme wurden im offiziellen Wettbewerb 1980 gezeigt:
| Filmtitel                      | Regisseur                | Produktionsland                         | Darsteller (Auswahl)                              |  |
| Cuenca Crime                   | Pilar Miró               | Spanien                                 |                                                   |  |
| Deutschland, bleiche Mutter    | Helma Sanders-Brahms     | Deutschland                             | Eva Mattes, Ernst Jacobi                          |  |
| Der Dirigent                   | Andrzej Wajda            | Polen                                   | John Gielgud, Krystyna Janda, Andrzej Seweryn     |  |
| Der Feind                      | Zeki Ökten               | Türkei                                  |                                                   |  |
| Der gekaufte Tod               | Bertrand Tavernier       | Frankreich, Deutschland, Großbritannien | Romy Schneider, Harvey Keitel, Harry Dean Stanton |  |
| Heartland                      | Richard Pearce           | USA                                     | Rip Torn                                          |  |
| Marmelade Revolution           | Erland Josephson         | Schweden                                | Erland Josephson, Bibi Andersson                  |  |
| Mein Asyl                      | Marco Ferreri            | Italien, Frankreich                     | Roberto Benigni                                   |  |
| Montiels Witwe                 | Miguel Littín            | Mexiko, Kolumbien, Venezuela, Kuba      | Geraldine Chaplin, Nelson Villagra, Katy Jurado   |  |
| Moskau glaubt den Tränen nicht | Wladimir Menschow        | Sowjetunion                             |                                                   |  |
| Palermo oder Wolfsburg         | Werner Schroeter         | Deutschland                             | Otto Sander                                       |  |
| Der Preis fürs Überleben       | Hans Noever              | Deutschland, Frankreich                 | Michel Piccoli                                    |  |
| Rabentanz                      | Markku Lehmuskallio      | Finnland, Schweden                      |                                                   |  |
| Reise in die Zärtlichkeit      | Michel Deville           | Frankreich                              | Dominique Sanda, Geraldine Chaplin                |  |
| Ringelblumen im August         | Ross Devenish            | Südafrika                               | Athol Fugard                                      |  |
| Rude Boy                       | Jack Hazan, David Mingay | Großbritannien                          | The Clash                                         |  |
| Solo Sunny                     | Konrad Wolf              | DDR                                     | Renate Krößner, Alexander Lang                    |  |
| Transit                        | Daniel Wachsmann         | Israel                                  |                                                   |  |
| Weg mit Schaden                | Francis Mankiewicz       | Kanada                                  |                                                   |  |
| Zimmer ohne Ausgang (Bizalom)  | István Szabó             | Ungarn                                  | Ildikó Bánsági                                    |  |

## Internationale Jury
Die diesjährige Jury-Präsidentin war die schwedische Schauspielerin Ingrid Thulin. Sie stand folgender Jury vor: Betsy Blair (Großbritannien), Mathieu Carrière (Deutschland), Alberto Isaac (Mexiko), Peter Kern (Deutschland), Károly Makk (Ungarn), Alexander Mitta (UdSSR), Alexandre Trauner (Frankreich) und Angel Wagenstein (Bulgarien).

## Preisträger
- Goldener Bär: Heartland und Palermo oder Wolfsburg
- Silberne Bären:
  - Mein Asyl (Spezialpreis der Jury)
  - István Szabó (Beste Regie)
  - Renate Krößner in Solo Sunny (Beste Darstellerin)
  - Andrzej Seweryn in Der Dirigent (Bester Schauspieler)

## Weitere Preise
- FIPRESCI-Preis (Wettbewerb): Solo Sunny von Konrad Wolf
- FIPRESCI-Preis (Forum): Hungerjahre in einem reichen Land von Jutta Brückner und On Company Business von Allan Francovich
- Interfilm Award – Otto-Dibelius-Preis (Wettbewerb): Heartland von Richard Pearce und Ringelblumen im August von Ross Devenish
- Interfilm Award – Otto-Dibelius-Preis (Forum): Der Filmamateur von Krzysztof Kieślowski
- Leserpreis der Berliner Morgenpost: Solo Sunny von Konrad Wolf